# PZL Bielsko SZD-9
Der PZL Bielsko SZD-9 Bocian (deutsch Storch) ist ein zweisitziges polnisches Schulsegelflugzeug. Der Mitteldecker wurde in Holzbauweise hergestellt. Der Bocian ist für alle Arten der Segelflugausbildung einschließlich einfachem Kunstflug geeignet. Bis heute wird der SZD-9 Bocian in einigen Staaten noch zur Ausbildung eingesetzt, zum Beispiel in Polen und in Deutschland. Die Abkürzung SZD (Szybowcowy Zakład Doświadczalny) bedeutet in etwa Segelflugzeug-Entwicklungswerk. Der Segelflug-Index beträgt 76.

## Geschichte
Die SZD-9 wurde von Justyn Sandauer, Marian Wasilewski und Roman Zatwardzicki konstruiert. Der Erstflug des Prototyps fand am 10. März 1952 mit Adam Zientka statt. Im Lauf der folgenden Jahre entstanden mehrere Versionen und Weiterentwicklungen. Insgesamt entstanden 635 SZD-9, von denen 360 in 32 Staaten exportiert wurden.
Es wurden folgende Versionen hergestellt:
- SZD-9 – erster Prototyp, Kennzeichen SP–1217
- SZD-9-2 – zweiter Prototyp mit einigen Änderungen, Erstflug am 16. Juli 1952, Kennzeichen SP–1218
- SZD-9 bis 1A – erste, verbesserte Serienversion, Erstflug am 13. März 1953 (11 mit SZD-9-2)
- SZD-9 bis 1B – zweite Serienversion mit vergrößertem Höhenleitwerk, Erstflug am 29. Juli 1953 (11)
- SZD-9 bis 1C – dritte Serienversion mit vielen Veränderungen, unter anderem wurde die Geometrie der Tragflächen und das Leitwerk geändert Erstflug am 9. Februar 1954 (40)
- SZD-9 bis 1D – vierte Serienversion mit wenigen Änderungen, unter anderem ein größeres Hauptrad, Erstflug am 27. April 1958 (206)
- SZD-9 bis 1E – letzte Serienversion, Erstflug am 9. Dezember 1966 eigentlich ein neuer Flugzeugtyp; diese Version basiert auf der SZD-33, deren Entwicklung zugunsten der 1E eingestellt wurde (366).

Es entstanden noch einige Projekte auf Basis der SZD-9, die aber nicht das Reißbrettstadium verließen: 1958 entwickelten Piotr Mynarski und Wladyslaw Okarmus unter der Bezeichnung SZD-23 Bocian II eine Version mit erhöhter Streckung, auf 18,50 m erhöhter Spannweite, verkleinertem Rumpfquerschnitt und negativer Pfeilung von −3°, die eine Gleitzahl von 28,3 bei 85 km/h erreichen sollte. Tadeusz Labuc erarbeitete 1965 ein SZD-33 Bocian 3 benanntes Projekt mit auf 17 m verringerter Spannweite, das zuerst abgelehnt wurde und von 1967 bis 1968 als SZD-34 Bocian 3 überarbeitet eine Gleitzahl von 30,6 möglichen sollte. Als es schlussendlich nicht realisiert wurde, nutzte es Józef Niespal als Ausgangspunkt für die SZD-35 Bekas.
Der Preis für ein Flugzeug lag in den 1970er Jahren bei 30.000 DDR-Mark. In den 1980er Jahren lag der Preis für die Generalüberholung beim Hersteller bei 40.000 DDR-Mark.

## Konstruktion

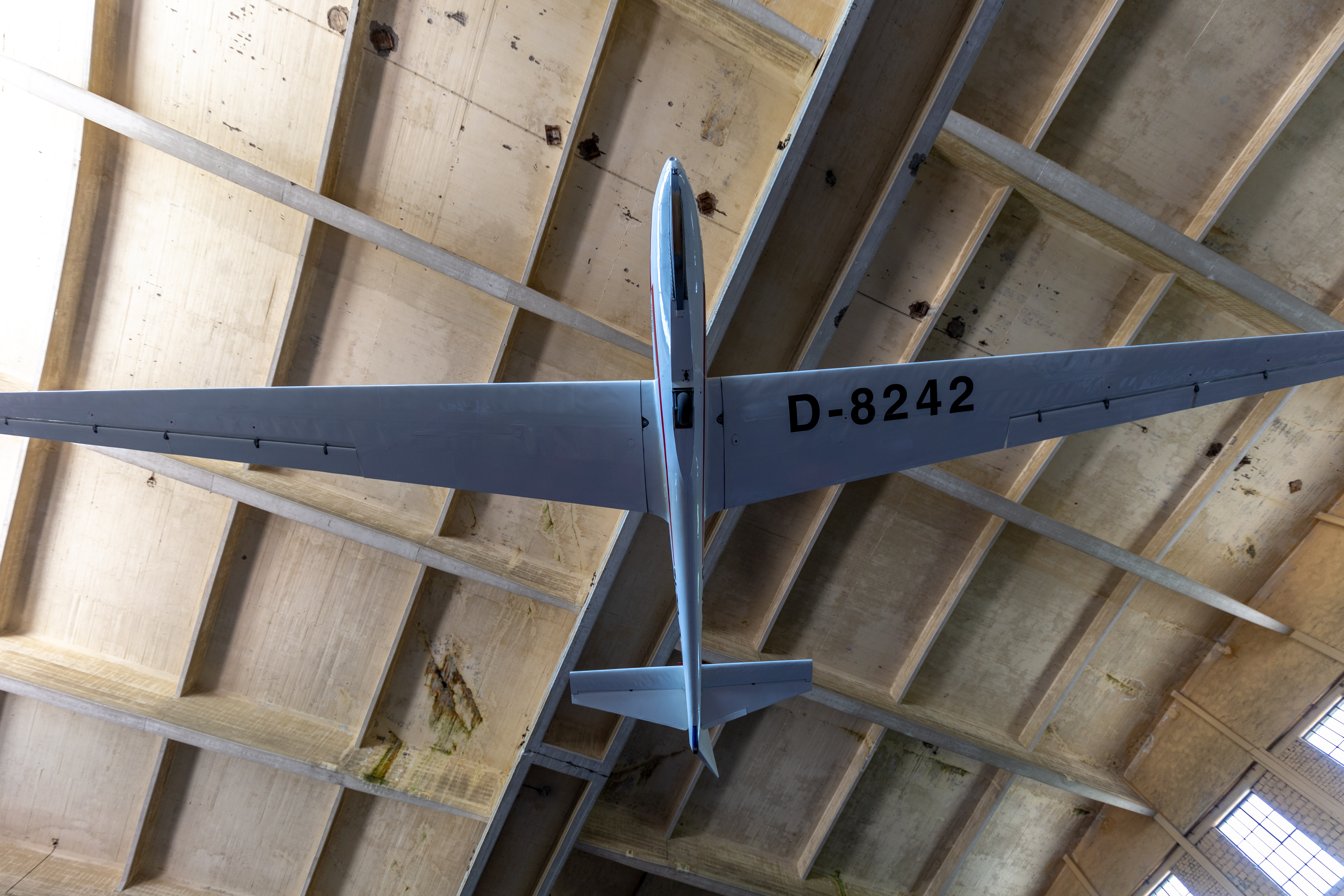
Blick von unten

Das Flugzeug ist am Boden sehr hecklastig. Die fest montierten Haltegriffe vor dem Höhenleitwerk benötigen deshalb nach Möglichkeit zwei Personen zum Anheben des Hecks. Alle Ruder und die Bremsklappen werden über Seilzüge bewegt. Das Hauptfahrwerk wird mit einem Gummiring gefedert. Der zentrale Rumpf ist eine Stahlrohrkonstruktion mit Sperrholzverkleidung. Der Passagier/Fluglehrer sitzt im Schwerpunkt des Flugzeugs. In den Flügelnasen ist beidseitig großzügiger Stauraum vorhanden, in dem mitunter die Batterie für das nicht serienmäßige Funkgerät eingebaut wurde. Die Sitze sind mit 4- oder 5-Punkt-Gurten ausgestattet. Die vordere Kabinenhaube öffnet nach rechts, der hintere Teil kann nach hinten geschoben werden. Ein Notabwurf der vorderen Haube kann auch vom hinteren Sitz ausgelöst werden. Nach dem Abwurf der vorderen Haube ist ein Abwurf der hinteren, sonst auch im Flug zu öffnenden Haube, aus aerodynamischen Gründen nicht mehr möglich.
Für einen leichteren Einstieg über die recht hohen Bordwände sind in diese Trittstufen integriert, die mit innen selbstständig schließenden Klappen ausgestattet sind. Eine körpergrößengerechte Einstellung der Seitenruderpedale kann in drei Stufen vor dem Start vom Piloten vorgenommen werden. Die Frischluftzufuhr befindet sich am Rumpfbug und ist über eine ausstellbare Klappe regelbar. Der Luftstrom trifft die Kabinenhaube, was zur Kondenswasserbildung führen kann. Alternativ kann die hintere Haube so eingerastet werden, dass ein Spalt zwischen den zwei Hauben offen bleibt.
Der hintere Passagier/Fluglehrer kann über ein eigenes Instrumentenpanel verfügen. Dieses wurde beim Hersteller aber nur in Ausnahmefällen bestellt, da der Fluglehrer durch seine erhöhte Sitzposition auch die Instrumente des vorn sitzenden Piloten teilweise erkennen kann.
Das Standard-Instrumentenbrett enthielt einen Fahrtmesser (bis 400 km/h), einen Höhenmesser, Grob- und Feinvariometer, einen Kompass mit Libelle sowie einen Wendezeiger, der mit zwei Flachbatterien betrieben wird.
Das Flugzeug hat ein sehr gutmütiges Flugverhalten, ist sehr flugstabil, zeigt überzogene Flugzustände deutlich an und lässt sich leicht aus anormalen Fluglagen wieder unter Kontrolle bringen. Der Bocian hatte für seinen Konstruktionszeitraum solide Flugleistungen, jedoch lag der Schwerpunkt nicht auf Flughöchstleistung, sondern auf dem Schulbetrieb. Zum Auf- und Abrüsten sind mindestens vier Personen erforderlich.
Im Vergleich zu anderen Doppelsitzern dieser Zeit wie der ASK 13 erfordert der Bocian eine aufwendigere Wartung und hat eine kürzere maximale Betriebszeit (7000 Stunden).

## Flugeigenschaften
Der Bocian hat äußerst gutmütige Flugeigenschaften und steigt sehr gut in Thermik. Das Seitenruder ist etwas unterdimensioniert, so dass volle Ausschläge häufig notwendig sind. Man kann damit hervorragend das Trudeln zu Schulungszwecken ein- und ausleiten. Es ist unwahrscheinlich, dass man ohne Absicht ins Trudeln gerät, da das Flugzeug überzogene Flugzustände frühzeitig anzeigt und ausreichend Zeit für Reaktionen lässt. Das ungebremste und gut gefederte Fahrwerk übersteht harte Landungen. Die Bremsklappenwirkung ist durchschnittlich, das Flugzeug lässt sich aber auch  bei voll ausgefahrenen Störplatten problemlos vor dem Aufsetzen abfangen.

## Technische Daten

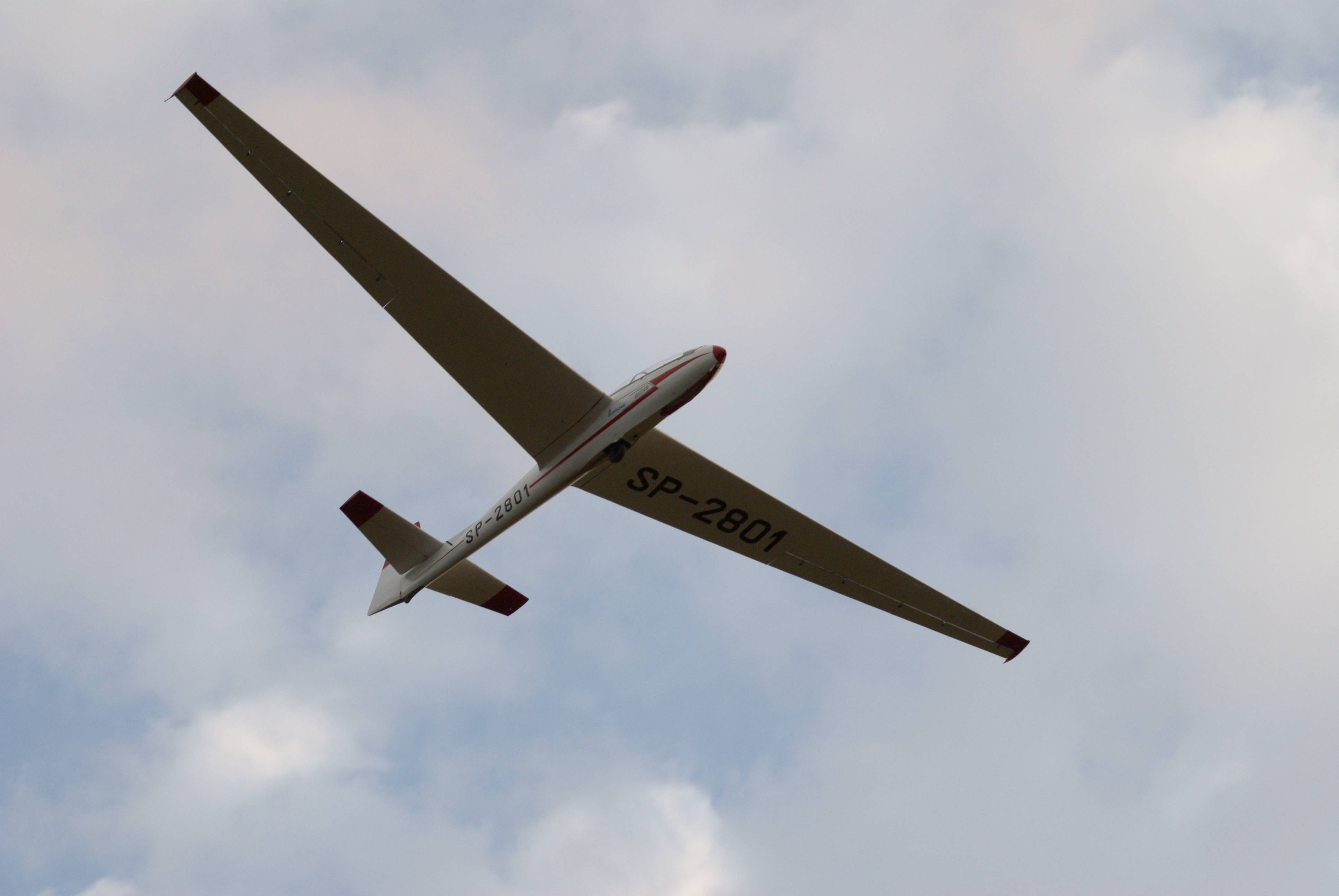
Ein Bocian im Flug

| Kenngröße              | Daten                |
| ---------------------- | -------------------- |
| Besatzung              | 1 oder 2             |
| Passagiere             | 1                    |
| Länge                  | 8,20 m               |
| Spannweite             | 18,10 m              |
| Höhe                   | 1,80 m               |
| Flügelfläche           | 20 m²                |
| Flügelstreckung        | 16,2                 |
| Gleitzahl              | 26,4 bei 80 km/h     |
| Geringstes Sinken      | 0,82 m/s bei 68 km/h |
| Nutzlast               | ca. 170 kg           |
| Startmasse             | max. 540 kg          |
| Flächenbelastung       | 27,0 kg/m²           |
| Mindestzuladung        | 65 kg                |
| Höchstgeschwindigkeit  | 200 km/h             |
| Mindestgeschwindigkeit | 60 km/h              |